# Konstantin Schmidt von Knobelsdorf
Konstantin Heinrich Schmidt von Knobelsdorf, parfois écrit Knobelsdorff, né le 13 décembre 1860 et mort le 1er septembre 1936, est un général prussien, chef d'état-major d'une des armées allemandes au début de la Première Guerre mondiale, puis commandant d'un corps d'armée.

## Début de carrière
Knobelsdorf commence sa carrière militaire le 15 avril 1878 en intégrant le « corps des cadets » (Kadettenkorps), puis il est nommé second lieutenant au 67e régiment d'infanterie, qui tient garnison à Metz. Le 22 mars 1881, il est transféré au 98e régiment d'infanterie, obtenant le grade d'adjudant le 31 juillet. Du 1er octobre 1884 au 20 juillet 1887, il suit les cours à la Kriegsakademie de Berlin, obtenant la promotion au grade de premier lieutenant (Premierleutnant) le 16 août 1887. De 1889 à 1892, il dépend du Grand État-Major général (Großer Generalstab), puis devient capitaine à partir du 29 mars 1892 d'une compagnie du 4e régiment de grenadiers de la Garde.
Le 20 mai 1897, il obtient le poste de premier officier d'état-major (Erster Generalstabsoffizier) au sein de la 2e division à Königsberg, avec grade de major à compter du 1er avril 1898. À partir du 3 juillet 1899, il a le même poste mais au sein de l'état-major du 9e corps d'armée, puis le 17 avril 1901 il est nommé commandant d'un bataillon du 74e régiment d'infanterie (de). Le 31 mai 1904 il se retrouve chef d'état-major (Chef des Generalstabes) du 10e corps d'armée, avec promotion au grade de lieutenant-colonel (Oberstleutnant) le 15 novembre 1904.
En 1908, Knobelsdorf est le commandant du 4e régiment à pied de la Garde à Coblence. En 1911, il devient chef du personnel (Stabschef) du corps de la Garde. En 1912, il a le poste de haut quartier-maître au grand état-major général, c'est-à-dire adjoint du chef d'état-major. Il est promu au grade de Generalleutnant en 1914.

## Première Guerre mondiale
Lors de la mobilisation allemande de 1914, il est nommé chef d'état-major de la 5e armée allemande, commandée par le Kronprinz de Prusse. Knobelsdorf à la charge de seconder ce chef prestigieux, comme l'explique l'empereur Guillaume II à son fils héritier : « Je t'ai confié le commandement de la 5e armée. Tu auras comme chef d'état-major le général von Knobelsdorf. Ce qu'il te conseillera, tu le feras ».
Ce couple fonctionne bien lors de la bataille des Frontières en août 1914. Le 1er août 1915, Knobelsdorf suit son commandant à la tête du groupe d'armées prince héritier allemand, puis Knobelsdorf reçoit la décoration « Pour le Mérite » le 17 octobre 1915. Mais des tensions apparaissent lors de la bataille de Verdun en 1916, d'où la réaffectation de Knobelsdorf sur le front de l'Est à partir du 21 août 1916, à la tête du 10e corps d'armée (bataille de Kowel et offensive Broussilov). Son corps d'armée est ramené sur le front occidental à la fin de l'année 1916, et défend la Haute-Alsace jusqu'à la fin de la guerre. Il est promu General der Infanterie le 18 octobre 1918.
Knobelsdorf est mis en disponibilité (à la retraite) le 30 septembre 1919.